# حسياء

حسياء بلدة قديمة تابعة لمحافظة حمص وتبعد عن مدينة حمص 40 كم . تمتاز حسياء بهوائها النقي ووفرة مياهها الجوفية، وتاريخها العريق حيث تنتشر بها الآثار التي تعود لعدد من الحضارات التي مرّت على المنطقة ، إذ يوجد فيها أسواق أثرية ومبان وقنوات مياه تعود للعصر الروماني وغيرها من الأوابد التاريخية .

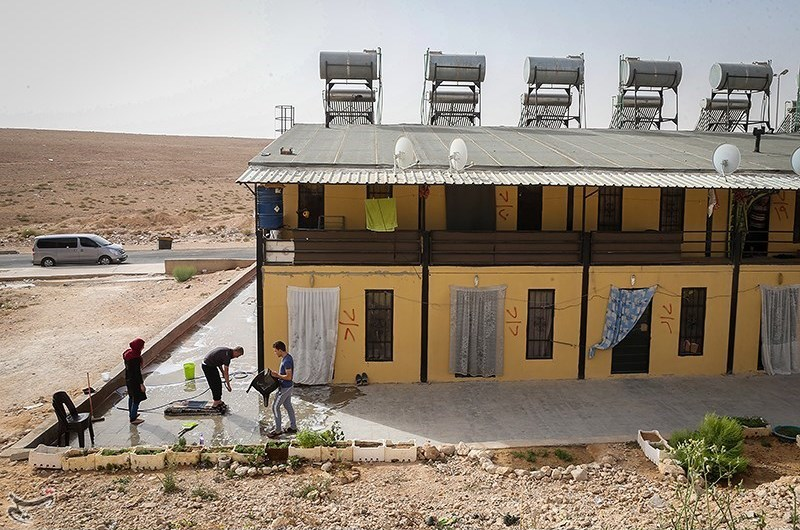
أحد البيوت في بلدة حسياء

يتواصل تقدم المنطقة وازدهار من الناحية العمرانية والتجارية وخاصة أن المنطقة تشتهر بالمقالع الحجرية والصخور الصناعية وتجارتها . وكذلك المحال والمنشأت التجارية المختلفة في البلدة .
أحدث في المنطقة مشروع اقتصادي كبير وهو مدينة حسياء الصناعية أحد المدن الصناعية المنتشرة في المحافظات السورية بما يشكل ذلك من مخاطر على البيئة، وقد أُقيمت فيها عدد من أهم المصانع والمعامل والمنشآت الاقتصادية الصناعية الهامّة في سوريا، منها مصنع للسيارات الحديثة ومشاريع ومصانع كثيرة ومتنوعة .
سميت حسياء باسمها الحديث على اسم رجل يدعى عدنان الأمين قبل تغييره من العلوشية